# Rosa Vicuña
Rosa Vicuña Lagarrigue (Santiago, 1925-ibídem, 14 de agosto de 2010) fue una escultora chilena que incursionó principalmente en el arte figurativo y el expresionismo.

## Primeros años de vida
Es hija del escritor, abogado, docente y político Carlos Vicuña Fuentes y de la escultora Teresa Lagarrigue Cádiz, matrimonio del cual nacieron 6 hijos, entre ellos, el poeta José Miguel y la escultora Teresa. Estudió en la Escuela de Bellas Artes entre 1939 y 1951. Allí fue alumna de Marta Colvin y Julio Antonio Vásquez. Posteriormente viajó a Estados Unidos, realizando estudios de grabado en la Universidad de Columbia, Nueva York.

## Vida artística
En 1959 comenzó a trabajar como profesora de escultura en la Escuela de Bellas Artes de la Universidad Católica. A comienzos de los años 1960 fue ayudante del escultor estadounidense Paul Harris, quien había sido invitado a Chile por la Pontificia Universidad Católica.

## Obra
Durante un primer periodo su obra estuvo influenciada por el arte cicládico. La escultora fue influenciada por la escultura precolombina, reflejando en su obra un sentimiento americanista. No obstante, esto no impidió que Vicuña fuese influenciada además por escultores europeos, como Raymond Duchamp-Villon, Oleksandr Arjípenko o Jacques Lipchitz, y sobre todo con Alberto Giacometti.
Entre los materiales y técnicas con los que trabajó se encuentran la terracota, el yeso, el aluminio, el tallado en piedra, la madera y el bronce.

## Premios
- 1992 - Premio Rebeca Matte, Ministerio de Educación, Chile.
- 1966 - Mención Honrosa, Concurso El Juego de Ajedrez Editorial Lord Cochrane, Museo Nacional de Bellas Artes, Santiago.
- 1966 - Primer Premio, Salón Oficial, Santiago.
- 1963 - Primer Premio, Bienal de Escultura, Santiago.
- 1959 - Primer Premio de la Feria de Artes Plásticas, Santiago.